# Terra Nil
Terra Nil est un jeu vidéo de stratégie développé par Free Lives et Devolver Digital, sorti le 28 mars 2023 pour Microsoft Windows, Android et iOS, puis le 18 décembre 2023 sur Nintendo Switch.
Alors que le gameplay se concentre sur la construction de bâtiments, comme c'est souvent le cas dans les jeux city-builder, Terra Nil se focalise surtout sur la reconstruction de l'écosystème. Plutôt que de favoriser la consommation de ressources pour se développer, le jeu s'inspire du réensauvagement et de la crise climatique, et cherche à restaurer la nature plutôt qu'à l'exploiter.

## Système de jeu
Le joueur est chargé de transformer une terre stérile en un paradis écologique avec une flore et une faune variées.
Ceci est réalisé en plaçant un certain nombre de bâtiments sur le paysage qui permettent de terraformer. Les éoliennes fournissent de l'énergie, mais ne peuvent être placées que sur des emplacements en pierre. Ceux-ci sont utilisés pour alimenter les épurateurs de toxines, qui préparent le sol pour l'irrigation. Des pompes à eau sont utilisées pour remplir les lits de rivière asséchés, tandis que des outils supplémentaires permettent au joueur de créer de nouvelles rivières et de nouveaux emplacements de pierre n'importe où sur la carte,,.
Pour chaque dalle convertie d'un terrain vague en un écosystème luxuriant, le joueur est récompensé par des points, qui peuvent être dépensés pour d'autres bâtiments et améliorations.
Les joueurs peuvent plus tard améliorer les bâtiments existants pour créer des biomes tels que des zones humides, des prairies de fleurs sauvages et des forêts denses. La restauration de ces biomes fera apparaitre des animaux.
Une fois que la qualité suffisante de l'écosystème et de la météo a été restaurée, le joueur est chargé de recycler les bâtiments qu'il a placés afin de créer un dirigeable sur lequel il partira de la zone, ne laissant ainsi aucune trace de sa présence, hormis celle d'un paradis vert,.
Le jeu possède trois niveaux de difficultés, le niveau Paysagiste (facile), Écologue (normal) et Ingénieur environnemental (difficile).

## Développement
Terra Nil est annoncé publiquement le 7 juin 2021.
Le jeu est développé à l'origine par Sam Alfred, Jonathan Hau-Yoon et Jarred Lunt et sorti sur Itch.io. Cependant, en octobre 2020, les développeurs forment un partenariat avec Free Lives pour produire une version plus approfondie avec plus de niveaux et des graphismes améliorés,.
Une démo gratuite est mise à disposition en téléchargement le 16 juin 2021 dans le cadre du Steam Next Fest.
La version Nintendo Switch du jeu est sortie le 18 décembre 2023.

## Accueil

### Distinctions
Le jeu est nommé à deux reprises lors des Games Awards 2023 dans les catégories « meilleur jeu à message positif » et « meilleur jeu mobile » mais il ne récolte aucun prix.
| Année | Prix        | Catégorie                      | Résultat   |
| ----- | ----------- | ------------------------------ | ---------- |
| 2023  | Game Awards | Meilleur jeu à message positif | Nomination |
| 2023  | Game Awards | Meilleur jeu mobile            | Nomination |